# Ясколка скученноцветковая
Ясколка скученноцветоквая, или Ясколка скученная (лат. Cerastium glomeratum) — вид мелких однолетних травянистых растений семейства Гвоздичные (Caryophyllaceae).

## Ботаническое описание
Однолетние травянистые небольшие растения до 20 см высотой, покрытые длинными отстоящими волосками. В верхней части стебель ветвистый с включением железистых волосков.
Листья от овальных до почти округлых, около 20 мм длиной и 10 мм шириной.
Цветки собраны на верхушках стеблей и боковых ветвей в густые полузонтики, цветоножки железисто-опушённые, короткие, по длине примерно равные чашечке. Чашелистики яйцевидно-ланцетовидные, до 4,5 мм длиной, остроконечные. Лепестки белые, равны или чуть длиннее чашелистиков, надрезанные до ⅓ длины, отсутствуют в нижнем цветке соцветия, иногда и в остальных цветках (ранее в составе вида выделялась разновидность  var. apetalum = «безлепестковая»).
Семенная коробочка до 1 см длиной, цилиндрическая, изогнутая, с зубцами. Семена мелкие, остробугорчатые.
Хромосомное число 2n = 72.

## Распространение и экология
Природный ареал охватывает в Европе Скандинавию, Среднюю и Атлантическую части, Средиземноморье, Балканы; Среднюю Азию, Иран; Северную и Южную Африку; Северную и Южную Америку, Австралию. На территории России встречается в Европейской части и на Кавказе. Вид включен в ботанический атлас растений Ленинградской области.
Растения предпочитают селиться на песчаных и каменистых берегах речек и морей, в разреженных лесах, в кустарниках, около дорог, в садах и огородах, на полях, в жилых массивах.

## Классификация

### Таксономия
Cerastium glomeratum Thuill., 1799, Fl. Env. Paris , ed. 2: 226 
Вид Ясколка скученноцветоквая относится к роду Ясколка (Cerastium) семейства Гвоздичные (Caryophyllaceae) порядка Гвоздичноцветные (Caryophyllales). Кладограмма в соответствии с Системой APG IV по состоянию на декабрь 2023 года:
|  |                                      |  |                                   |                                   |                      |  | ещё 40 семейств | ещё 40 семейств |                           |  |  |  | еще 204 подтвержденных вида и 148 видов, ожидающих подтверждения |
|  |                                      |  |                                   |                                   |                      |  | ещё 40 семейств | ещё 40 семейств |                           |  |  |  | еще 204 подтвержденных вида и 148 видов, ожидающих подтверждения |
|  |                                      |  |                                   | порядок Гвоздичноцветные          |                      |  |                 |                 | род Ясколка               |  |  |  |                                                                  |
|  |                                      |  |                                   | порядок Гвоздичноцветные          |                      |  |                 |                 | род Ясколка               |  |  |  |                                                                  |
|  | отдел Цветковые, или Покрытосеменные |  |                                   |                                   | семейство Гвоздичные |  |                 |                 | Ясколка скученноцветоквая |  |  |  |                                                                  |
|  | отдел Цветковые, или Покрытосеменные |  |                                   |                                   | семейство Гвоздичные |  |                 |                 |                           |  |  |  |                                                                  |
|  |                                      |  | ещё 63 порядка цветковых растений | ещё 63 порядка цветковых растений |                      |  |                 | еще 97 родов    | еще 97 родов              |  |  |  |                                                                  |
|  |                                      |  |                                   | ещё 63 порядка цветковых растений |                      |  |                 |                 | еще 97 родов              |  |  |  |                                                                  |

### Синонимы
- Alsine glomerata E.H.L.Krause
- Cerastium acutatum Suksd.
- Cerastium alpinum Bunge
- Cerastium apetalum Dumort.
- Cerastium arenosum Kit
- Cerastium brachycarpum Stapf
- Cerastium consanguineum Wedd.
- Cerastium constantinopolitanum Nyman
- Cerastium fulvum Raf.
- Cerastium glomeratum f. apetalum (Dumort.) Trinajstić
- Cerastium glomeratum var. glomeratum
- Cerastium hirsutum Muhl.
- Cerastium mauritianum Bouton ex Baker
- Cerastium membranaceum Jacquem. ex Hook.f.
- Cerastium minutulum Des Moul. ex Steud.
- Cerastium ovale Pers.
- Cerastium pilosum Fisch. ex Ledeb.
- Cerastium pseudoviscosum Schur
- Cerastium pumilum Raf.
- Cerastium rotundifolium Fisch.
- Cerastium serpyllifolium M.Bieb. ex Ser.
- Cerastium sibiricum Turcz. ex Ledeb.
- Cerastium simense Hochst. ex A.Rich.
- Cerastium stevenii Schischk.
- Cerastium sylvaticum Steven ex Ledeb.
- Cerastium tenellum Gaud. ex Ser.
- Cerastium tomentosum Bojer
- Cerastium villosum Steven
- Cerastium viscosioides P.Candargy
- Cerastium viscosum var. consanguineum (Wedd.) Rohrb.
- Cerastium viscosum var. viscosum
- Cerastium vulgatum L.
- Cerastium vulgatum var. glomeratum (Thuill.) Edgew. & Hook.f.